# Municipio de Loam
El municipio de Loam (en inglés: Loam Township) es un municipio ubicado en el condado de Cavalier en el estado estadounidense de Dakota del Norte. En el año 2010 tenía una población de 41 habitantes y una densidad poblacional de 0,46 personas por km².

## Geografía
El municipio de Loam se encuentra ubicado en las coordenadas 48°51′16″N 98°9′19″O / 48.85444, -98.15528. Según la Oficina del Censo de los Estados Unidos, el municipio tiene una superficie total de 89.16 km², de la cual 88,93 km² corresponden a tierra firme y (0,26 %) 0,23 km² es agua.

## Demografía
Según el censo de 2010, había 41 personas residiendo en el municipio de Loam. La densidad de población era de 0,46 hab./km². De los 41 habitantes, el municipio de Loam estaba compuesto por el 100 % blancos. Del total de la población el 2,44 % eran hispanos o latinos de cualquier raza.